# Cosmismo
El cosmismo ruso es un movimiento filosófico y cultural surgido en Rusia a principios del siglo XX. El cosmismo implica una teoría de filosofía natural que, aunando elementos religiosos y éticos, trataba de los orígenes, evolución y futuro del universo y la humanidad. Las raíces de este pensamiento se encuentran tanto en la tradición filosófica occidental como en el cristianismo ortodoxo ruso y han tenido una posterior repercusión en algunos autores transhumanistas.

## Etimología
El concepto "cosmismo" no es habitual en el idioma español. Su utilización proviene de la traducción directa del concepto en ruso космизм (kosmizm), el cual proviene del griego kosmós (‘cosmos’).

## Descripción
En Rusia están todavía muy arraigadas en su conciencia colectiva las concepciones cósmicas del mundo (del tiempo, del espacio, de la historia, etc.), que han venido manifestándose de formas diversas en las tradiciones, el folclore, las crónicas, y después en la literatura, la filosofía y la ciencia. El cosmismo ruso puede ser considerado como una tendencia filosófica, consolidada a finales del siglo XIX, que pretendió dar una explicación del fenómeno de la vida sobre la Tierra y de la actuación y misión del hombre como manifestación perfeccionada de la misma.
Uno de los conceptos claves del cosmismo es el de bogochelovéchestvo (teohumanidad), elaborado por la filosofía religiosa rusa y especialmente desarrollado durante finales del siglo XIX y principios del siglo XX por autores como Soloviov, Berdiáyev, Paolo Trubetskói, Lev Karsavin (hermano de la bailarina Tamara Karsávina), etc. Enlaza con el estudio cristiano de la unidad de lo divino y lo humano en la naturaleza de Jesucristo. Cristo es interpretado como la Unidad, síntesis de lo divino y lo humano en la Tierra. Esta idea está relacionada con el concepto de vseiedinstvo (всеединство, unidad total), que puede ser entendido como conocimiento total, global, o concepción única del mundo. Sobre la idea de vseiedinstvo escribieron diversos autores, entre ellos Soloviov, Serguéi Bulgákov, Lev Karsavin, Florenski, Vasili Zenkovski, Iván Kiréievski, Alekséi Jomiakov, etc.
En el concepto vseiedinstvo (всеединство, unidad total), el hombre es considerado como la unión de la manifestación de lo divino con la naturaleza material, con lo terrenal. La creación, como obra del dios Yahvé, está revestida de divinidad. El hombre, como parte de la creación, es a la vez creación divina e intermediario entre Dios y la naturaleza, entre Dios y la historia terrenal, de la que forma parte. El hombre en sí no es nada, solo llega a ser persona, a considerarse a sí mismo, persona, hombre, en la medida que toma conciencia de su pertenencia a una personalidad cósmica.
Se considera a Nikolái Fiódorovich Fiódorov como el fundador de la filosofía cosmista rusa. Sus ideas filosóficas, aunque influyeron de manera significativa en Tolstói, Soloviov, Tsiolkovski y Dostoyevski, Víktor Skumin, etc., eran apenas conocidas por un número reducido de amistades y alumnos, manteniéndose desconocidas para el público en general. Solo después de su muerte sus trabajos fueron recogidos en dos volúmenes y publicados por primera vez en 1906 bajo el título de Filosófiya óbschego dela (Filosofía de la causa común). Las ideas filosóficas de Fiódorov crean un sistema filosófico globalizador en el que el hombre, la Tierra y el cosmos, son interpretados como algo interrelacionado e interdependiente.
Para Fiódorov, el principal problema con el que se enfrenta la humanidad es el de la violencia. Esta situación es, a su vez, consecuencia de la situación de dependencia total del hombre con respecto a la naturaleza, que lo somete a las leyes de la muerte y del "final" konéchnost (finitud). En esa situación cada persona, cada comunidad, cada pueblo, se plantea el problema de la supervivencia de una manera aislada con respecto a los demás, toda vez que, condicionado por esa situación de dependencia, el hombre debe preocuparse antes de nada por su propia conservación y perpetuación, lo que genera una tendencia egoísta  e individualista  hacia el aislamiento.
Para que la humanidad pueda superar esta tendencia, debe tomar conciencia de su situación de dependencia con respecto a las fuerzas de la naturaleza y unirse para su superación. El hombre, con su capacidad para el razonamiento, debe conocer los secretos de las fuerzas de la naturaleza y vencerlos, regularlos en beneficio de la humanidad. El conocimiento de las fuerzas de la naturaleza y su regulación llevará incluso al hombre a dominar la muerte.
El cosmismo se centra en varias cuestiones fundamentales: la regulación de los fenómenos atmosféricos, el control del movimiento de la Tierra y la conquista de "nuevas tierras" en el cosmos, el restablecimiento de la vida a los antepasados. La muerte, según Fiódorov, es un fenómeno temporal causado por la falta de conocimiento de la naturaleza y de autoconocimiento del propio hombre. Según Fiódorov, el hombre está llamado a dominar la naturaleza, a dirigirla, y con ello procurar el bien a la humanidad. Pero el hombre no actúa únicamente por su propia voluntad, sino que, como parte de la naturaleza, como parte divina de la creación, completa a través de él el acto mismo de la creación y permite al hombre convertirse en coprotagonista de la creación. La creación adquiere así un carácter continuo, no acabado. Dios a través del trabajo del hombre continúa la obra de la creación. El hombre se convierte en protagonista activo de la creación como manifestación de la divinidad. La creación debe ser conducida a su culminación, que implicará el dominio de la naturaleza, de sus fuerzas, el dominio de la Tierra.
Pero la humanidad no debe limitarse solamente a conseguir el control de la naturaleza terrestre, sino que, al ser la Tierra parte del cosmos, el hombre debe aprender a controlar el sistema solar y todo el cosmos. La actividad humana no debe limitarse a los límites del planeta Tierra, porque la salida al cosmos vendrá a satisfacer el interés general, el interés común; ante el rostro de las fuerzas cósmicas cesan todos los demás intereses: personales, de clase, nacionales. Solo un interés no se olvida: el interés general de todas las gentes, es decir, de todos los mortales. Desde este punto de vista, la actividad del hombre toma una nueva dimensión que ya no es solo terrenal, sino cósmica, y entra en una era de madurez expresada en las palabras de Tsiolkovski: «La Tierra es la cuna del hombre, el cosmos es su casa».
A primera vista, los escritos e ideas de Fiódorov (pensemos solo en una de sus ideas principales: la resurrección de los muertos) se nos presentan como un cúmulo de ideas absurdas, barbaridades y herejías del cristianismo; aspiraciones irrealizables, utópicas, de construcción de un mundo feliz, del Reino de Dios en la Tierra. Sin embargo, estas ideas absurdas y en muchos casos incoherentes dieron frutos realmente sorprendentes. Con su influencia sobre filósofos y científicos, las ideas de Fiódorov impulsaron el desarrollo de la filosofía y el desarrollo teórico y práctico de ramas concretas de la investigación científica soviética, como fue el caso del programa espacial soviético, al tiempo que sus teorías se convirtieron en parte de los soportes éticos de la ciencia soviética.
Según el cosmismo, la ciencia y la tecnología se convierten en factores fundamentales de progreso, pero en un sentido diferente al de la cultura occidental. La ciencia está cargada de valores morales y su único objetivo es hacer el bien, estar al servicio de la humanidad, ayudar al hombre a vencer el mal y vencer el estado de imperfección y de sometimiento en que se encuentra con respecto a la naturaleza. La ciencia es considerada, no como un instrumento para conseguir el bien, sino que la ciencia lleva en su esencia, como componentes innatos a ella, el bien y el mal. Al igual que el hombre conoce el bien y el mal, pero dispone del libre albedrío para hacer el uno o el otro, aunque como criatura de Dios tiende a hacer el bien, la ciencia, llevando en su seno el bien y el mal, como creación del hombre tiende por principio a hacer el bien. Con la ciencia el hombre puede alcanzar el estado máximo de felicidad. La ciencia ayudará al hombre a destruir a su mayor enemigo: la muerte.

## Representantes
- Nikolái Fiódorovich Fiódorov (1828-1903) : apoyó una radical prolongación de la vida mediante métodos tecnológicos, incluyendo la eventual inmortalidad o resurrección  de los muertos.
- Konstantín Tsiolkovski (1857-1935): uno de los pioneros teóricos de la exploración espacial y la cosmonáutica. En 1903 publicó Исследование мировых пространств реактивными приборами (La exploración del cosmos mediante aparatos a reacción), el primer trabajo científico conocido sobre viaje espacial. También creía en la posibilidad de una futura perfección humana al estilo del panpsiquismo.
- Vladímir Vernadski (1863-1945): acuñó el término noosfera.
- Aleksandr Chizhevski (1897-1964).